# Jeroen Mooren
Jeroen Mooren (Nijmegen, 30 de julho de 1985) é um judoca holandês.
Participou dos Jogos Olímpicos de Verão de 2012 em Londres, mas não obteve nenhuma medalha.
Obteve duas medalhas de bronze nos Campeonatos Europeus de Judô de 2010 e 2012.